# Dakota (cantante)
Sophie Elton, más conocida como Dakota, es una cantante británica conocida por cantar «Fast Car» junto con Jonas Blue.

## Carrera

### "Fast Car"
Su primera aparición fue en la cover (canción versionada) Fast Car de Jonas Blue en 2015, que alcanzó el puesto número dos en el UK Singles Chart, por detrás de la canción "Pillowtalk" de Zayn Malik. Su éxito en Reino Unido consiguió que la cover fuera más exitosa que la canción original. La canción permaneció 11 semanas dentro del top 10 de Reino Unido. La versión de Jonas Blue y Dakota logró alcanzar la posición número uno de iTunes en Alemania, Suecia, Australia y Nueva Zelanda, logrando también llegar a la primera posición de canciones virales de Spotify en Estados Unidos. La canción consiguió un Platino en Italia y en el Reino Unido, dos Platinos en Nueva Zelanda y tres Platinos en Australia. Hasta la fecha, la pista ha sido reproducida 537 millones de veces en Spotify, y tiene199 millones de vistas en Vevo.

### "Call Me When You Get This "
El 20 de julio de 2018, Dakota publicó un álbum llamado "Call Me When You Get This", que contiene los sencillos "Sober" con el rapero británico Not3s y "Hate Loving You".

## Discografía

### Canciones

#### Como artista principal
| Título                   | Año  | Álbum                     |
| ------------------------ | ---- | ------------------------- |
| "Long Hot Summer"        | 2016 | Sencillo sin álbum        |
| "Sober" (junto con No3s) | 2018 | Call Me When You Get This |
| "Hate Loving You"        | 2018 | Call Me When You Get This |

#### Como artista secundario
| Título                                         | Año  | Posiciones de gráfico de la cumbre | Posiciones de gráfico de la cumbre | Posiciones de gráfico de la cumbre | Posiciones de gráfico de la cumbre | Posiciones de gráfico de la cumbre | Posiciones de gráfico de la cumbre | Posiciones de gráfico de la cumbre | Posiciones de gráfico de la cumbre | Posiciones de gráfico de la cumbre | Posiciones de gráfico de la cumbre | Certificaciones | Álbum                                                 |
| Título                                         | Año  | Reino Unido                        | AUS                                | AUT                                | DEN                                | GER                                | NL                                 | NI                                 | NZ                                 | SWE                                | EE.UU .                            | Certificaciones | Álbum                                                 |
| ---------------------------------------------- | ---- | ---------------------------------- | ---------------------------------- | ---------------------------------- | ---------------------------------- | ---------------------------------- | ---------------------------------- | ---------------------------------- | ---------------------------------- | ---------------------------------- | ---------------------------------- | --- | ----------------------------------------------------- |
| "Fast Car" (Jonas Blue junto con Dakota)       | 2015 | 2                                  | 1                                  | 3                                  | 6                                  | 2                                  | 3                                  | 9                                  | 2                                  | 2                                  | 98                                 | - BPI: Platino - ARIA: 4× Platino - BVMI: 3× Oro - GLF: 5× Platino - IFPI NI: 2× Platino - RMNZ: 2× Platino - RIAA: Platino | Jonas Blue: Electronic Nature - The Mix 2017 and Blue |
| "Dreams" (Alex Ross junto con Dakota y T-Pain) | 2017 | —                                  | —                                  | —                                  | —                                  | —                                  | —                                  | —                                  | —                                  | —                                  | —                                  | | Sencillo sin álbum                                    |